# Человек-паук 3: Враг в отражении
«Челове́к-пау́к 3: Враг в отраже́нии» (англ. Spider-Man 3) — американский супергеройский фильм 2007 года, основанный на комиксах издательства Marvel Comics о супергерое Человеке-пауке. Режиссёром выступил Сэм Рэйми, который написал сценарий в соавторстве со своим старшим братом Айваном и Элвином Сарджентом. Является заключительной частью трилогии Рэйми о Человеке-пауке и продолжением фильмов «Человек-паук» и «Человек-паук 2». Роль Питера Паркера / Человека-паука исполнил Тоби Магуайр; также в фильме сыграли Кирстен Данст, Джеймс Франко, Томас Хейден Чёрч, Тофер Грейс, Брайс Даллас Ховард, Джеймс Кромвелл, Розмари Харрис и Джей Кей Симмонс. В картине состоялось последнее появление Клиффа Робертсона в кино до его выхода на пенсию и смерти в 2011 году. События третьей части начинаются спустя год с момента окончания «Человека-паука 2». По сюжету Питер Паркер готовится сделать важный шаг в отношениях с Мэри Джейн Уотсон и противостоит трём злодеям: настоящему убийце дяди Бена, Флинту Марко, ставшему после несчастного случая Песочным человеком; лучшему другу Гарри Озборну, который ранее узнал тайну личности Питера и поклялся отомстить ему за смерть своего отца, и Эдди Броку, фотографу-конкуренту, впоследствии превратившемуся в Венома. Также жизнь Питера осложняет слившийся с ним инопланетный симбиот, который делает его сильнее, но вместе с тем усиливает гнев и другие негативные черты.
Разработка «Врага в отражении» началась за несколько месяцев до премьеры «Человека-паука 2». Изначально Рэйми хотел задействовать в сюжете только двух злодеев — Гарри Озборна и Песочного человека, однако по просьбе продюсера Ави Арада он также добавил в фильм Венома; другие продюсеры попросили режиссёра включить в картину героиню Гвен Стейси. Начавшиеся в январе 2006 года съёмки заключительной части трилогии проходили в Лос-Анджелесе и Кливленде, после чего съёмочная группа отсняла финальные сцены в Нью-Йорке с мая по июль 2006 года. В сентябре состоялись дополнительные съёмки, а полноценное производство фильма завершилось месяц спустя. Сотрудники Sony Pictures Imageworks создали более 900 визуальных эффектов. Бюджет «Человека-паука 3» оценивается в $258–350 млн, что делает его самым дорогим фильмом в истории на момент выхода.
Премьера картины состоялась 16 апреля 2007 года в Токио. 3 мая начался широкий прокат в США, где помимо обычных кинотеатров фильм также показывался в кинотеатрах IMAX. На следующий день состоялся его выход в России. Итоговые кассовые сборы «Врага в отражении» по всему миру составили $895 млн, в результате чего он стал самым кассовым фильмом трилогии, вошёл в тройку самых кассовых фильмов 2007 года и оставался самым кассовым фильмом о Человеке-пауке, пока его успех не превзошёл «Человек-паук: Вдали от дома». В отличие от предыдущих частей, «Человек-паук 3» получил смешанные отзывы от различных рецензентов, которые хвалили актёрскую игру, музыку Кристофера Янга, боевые сцены и визуальные эффекты, но критиковали сюжет, темп повествования и большое количество злодеев, а также сошлись во мнении, что третий фильм получился слабее предыдущих.
Четвёртая часть под названием «Человек-паук 4» должна была выйти 6 мая 2011 года; впоследствии Sony планировала выпустить спин-офф о Веноме, а также пятый и шестой фильмы, которые назывались «Человек-паук 5» и «Человек-паук 6», однако планы студии так и не были реализованы. Серия фильмов о Человеке-пауке была перезапущена дважды — сначала в 2012 году картиной «Новый Человек-паук» Марка Уэбба с Эндрю Гарфилдом в главной роли, а затем новой киносерией, действие которой происходит в Кинематографической вселенной Marvel; её начало положил фильм 2017 года «Человек-паук: Возвращение домой» от режиссёра Джона Уоттса с Томом Холландом в главной роли. В 2021 году Магуайр и Чёрч вновь сыграли своих персонажей в фильме «Человек-паук: Нет пути домой», который связал трилогию Рэйми с КВМ при помощи концепции Мультивселенной.

## Сюжет
Питер Паркер планирует сделать предложение своей девушке Мэри Джейн Уотсон, недавно ставшей актрисой бродвейского театра. Пока молодые люди любуются на звёзды в Центральном парке, на Землю падает метеорит с инопланетным симбиотом; тот цепляется к мотоциклу Питера и попадает в его квартиру. Гарри Озборн, который ранее узнал, что под маской Человека-паука скрывается Питер, намеревается отомстить ему за смерть своего отца. Вдохнув экспериментальный газ, превративший Нормана в Зелёного гоблина, Гарри нападает на Питера, однако, во время сражения он получает черепно-мозговую травму, что приводит к частичной амнезии. Тем временем беглый преступник Флинт Марко попадает в ускоритель частиц на испытательном полигоне, при запуске которого в его организм попадает близлежащий песок. Это приводит к изменению структуры ДНК Марко и тот приобретает способность контролировать песок.
Во время городского фестиваля, который Гвен Стейси посвятила Человеку-пауку в благодарность за спасение своей жизни, девушка целует Питера на радость толпе; эта сцена ранит находящуюся среди зрителей Мэри Джейн. В этот момент Марко грабит бронированный грузовик и сбегает. Капитан полиции Нью-Йорка и отец Гвен Джордж Стейси сообщает Питеру и его тёте Мэй, что настоящим убийцей Бена Паркера был Марко, а не покойный Деннис Кэррадайн, являвшийся лишь его сообщником. Питер засыпает в костюме Человека-паука в своей квартире во время прослушивания полицейских частот, по которым он собирался установить местоположение Марко; в этот момент с его телом сливается симбиот. Придя в себя на крыше здания, Паркер обнаруживает, что симбиот преобразовался в чёрный костюм и усилил его способности, однако, под влиянием инопланетного существа молодой человек становится более жестоким и агрессивным.
Человек-паук выслеживает Марко и сражается с ним в туннеле метро. Обнаружив, что Песочный человек уязвим для воды, Питер высвобождает мощный поток из находящейся неподалёку трубы, в результате чего тело Марко разжижается и утекает в канализацию. Потерявшая работу Мэри Джейн отстраняется от Питера, увидев, как тот изменился. Она разделяет поцелуй с Гарри, но быстро осознаёт, что ошиблась. Гарри вновь видит галлюцинацию своего отца, восстанавливает память и вынуждает Мэри Джейн расстаться с Питером. После того, как Мэри Джейн неохотно говорит Питеру, что любит «кого-то другого», Гарри встречается с Питером и называет себя этим человеком. Под влиянием симбиота Питер противостоит Гарри в поместье Озборнов и после жестокой драки между ними с насмешкой заявляет, что Норман никогда не любил своего сына. Гарри бросает в Питера тыквенную бомбу, но тот кидает её обратно; последовавший взрыв уродует лицо Гарри.
В Daily Bugle Питер разоблачает фотографа-конкурента Эдди Брока, который подделал его старые фотографии, чтобы выставить Человека-паука преступником и получить повышение. Редактор Джей Джона Джеймсон увольняет Брока и повышает Питера до штатного фотографа. Позже Питер приводит Гвен в джаз-клуб, куда устроилась на работу Мэри Джейн. В попытках вызвать у неё ревность, Питер прерывает выступления Мэри Джейн и танцует с Гвен. Осознав мотивы Питера, та извиняется перед Эм-Джей и уходит. Напав на вышибал и случайно ударив Мэри Джейн, Питер приходит к осознанию, что симбиот извратил его. Он приземляется на крышу церкви и избавляется от пришельца при помощи колокольного звона. Новым хозяином симбиота становится Брок, который находился в той же церкви.
Превратившись в Венома, Брок находит выжившего Марко и убеждает его объединить усилия, чтобы убить Человека-паука. Похитив Мэри Джейн, Брок удерживает девушку в плену из паутины над строительной площадкой, намереваясь убить её в отместку Питеру за свою испорченную жизнь, в то время как Марко не даёт полицейским освободить заложницу. После того, как Гарри отказывается помочь Питеру, дворецкий Бернард раскрывает ему, что Норман погиб из-за собственной оплошности. Когда Брок и Марко нейтрализуют Питера, Гарри, облачившись в снаряжение Нового гоблина, приходит на помощь друзьям. Брок пытается пронзить Питера глайдером Гарри, но последний подставляется под удар ценой своей жизни. Вспоминая о слабости симбиота, Питер окружает его металлическими трубами и проводит эффективную звуковую атаку, которая позволяет ему ослабить существо и отделить его от Брока. Питер активирует тыквенную бомбу из глайдера Гарри и бросает её в симбиота. Пристрастившись к влиянию пришельца, Брок пытается воссоединиться с ним, в результате чего оба погибают при взрыве. Марко признаётся Питеру, что случайно застрелил его дядю, после чего продолжил жить с чувством вины и совершать преступления, чтобы помочь больной дочери. Питер прощает Марко и позволяет ему скрыться. Питер и Гарри мирятся, после чего последний умирает на руках друзей от тяжёлых ранений. Некоторое время спустя после похорон Гарри Питер навещает Мэри Джейн в джаз-клубе и молодые люди разделяют молчаливый танец.

## В ролях
- Тоби Магуайр — Питер Паркер / Человек-паук:
Супергерой, гениальный студент факультета физики Колумбийского университета и фотограф Daily Bugle. Питер зазнаётся, получив всеобщее признание жителей Нью-Йорка впервые за время своей супергеройской деятельности; в это же время к его костюму прикрепляется инопланетный симбиот, который меняет личность молодого человека в худшую сторону. По словам Магуайра, ему понравилось играть менее скромного Питера в этом фильме[15].
- Кирстен Данст — Мэри Джейн «Эм-Джей» Уотсон:
Бродвейская актриса и девушка Питера, в которую тот был влюблён с самого детства. Подобно Питеру в «Человеке-пауке 2», Мэри Джейн потерпела череду неудач в фильме, пытаясь наладить карьеру после разгромных отзывов критиков на её актёрскую игру и потеряв своего парня, когда его телом овладел симбиот[15]. Изначально Рэйми не хотел, чтобы злодеи похищали Мэри Джейн в кульминации картины, как это было в предыдущих частях трилогии, однако студия остановилась на конечном варианте[16].
- Джеймс Франко — Гарри Озборн / Новый гоблин:
Сын Нормана Озборна и лучший друг Питера Паркера, который винит Человека-паука в смерти своего отца. Узнав, что Питер и есть Человек-паук, а Норман был Зелёным гоблином, Гарри принимает наследие своего отца и становится Новым гоблином, чтобы лично сразиться со своим бывшим другом[15].
- Томас Хейден Чёрч — Флинт Марко / Песочный человек:
Преступник, который совершает ограбления, чтобы достать средства на лекарства для своей больной дочери. В результате случайного стечения обстоятельств он становится Песочным человеком и навлекает на себя гнев Питера, когда тот узнаёт, что Марко убил его дядю Бена. Создатели высоко оценили актёрскую игру Чёрча в фильме «На обочине» (2004) и предложили ему эту роль[17]. Чёрч согласился принять участие в проекте, несмотря на отсутствие сценария на тот момент. Киноверсия Песочного человека вызывает симпатию, подобно персонажам Лона Чейни-младшего в лице чудовища Франкенштейна и Голема, а также Голлуму и Кинг-Конгу в исполнении Энди Серкиса[18]. В течение 16 месяцев актёр работал над своей физической формой[19], набрав 28 фунтов мышечной массы и потеряв 10 фунтов жира[20]. Чёрч описал своего персонажа следующим образом: «Совестливые злодеи с грустью принимают себя такими, какие они есть, монстрами, которыми они стали — вот что такое сочувствие. Поэтому в конце подобных фильмов зрителей ожидает настоящая драма»[18].
- Тофер Грейс — Эдвард «Эдди» Брок-младший / Веном:
Конкурент Питера в Daily Bugle. Паркер разоблачает его в фальсификации доказательств преступного образа Человека-паука, и Эдди использует слияние с симбиотом как возможность отомстить обидчику. Грейс произвёл впечатление на продюсеров своей игрой в фильме «Крутая компания» (2004). Актёр был большим поклонником Венома и прочёл первые комиксы о персонаже ещё в юном возрасте[19]. Для подготовки к роли, Грейс на протяжении шести месяцев посещал спорт-зал, набрав двадцать четыре фунта мышечной массы[21]. Грейс рассматривал своего персонажа как «мрачную версию Тоби Магуайра», осознавая, насколько тот отличается от Эдди Брока из комиксов[22]. Тофер Грейс хотел, чтобы зависимость Брока от симбиота напоминала алкоголизм и наркоманию[23]. По словам актёра, у Эдди было тяжёлое детство, что является ключевой разницей между ним и Питером[24]. Грейс назвал костюм Венома «неприятным», поскольку тот приходилось смазывать для передачи жидкой конструкции симбиота. На надевание костюма уходил час, в то время как нанесение грима занимало четыре часа. Также Грейс носил клыки, которые повредили его дёсны[25].
- Брайс Даллас Ховард — Гвен Стейси:
Модель и напарница Питера по лабораторным исследованиям, а также девушка, которая нравится Броку. Находясь под влиянием симбиота, Питер приглашает её на свидание, чтобы вызвать ревность у Мэри Джейн. По словам Ховард, хотя она и стремилась сыграть добродушную героиню из комиксов, которая была первой девушкой Питера, в фильме Гвен играла роль «другой женщиной». При этом Ховард хотела изобразить Гвен как потенциальную девушку главного героя, что «не стала бы вести себя как какая-то шлюха, отбивающая мужчин»[26]. Ховард самостоятельно выполнила часть своих трюков, не подозревая, что уже несколько месяцев была беременна[15].
- Джеймс Кромвелл — Джордж Стейси: отец Гвен и капитан полиции Нью-Йорка.
- Розмари Харрис — Мэй Паркер: тётя Питера и вдова его дяди Бена. Она отдаёт Питеру своё обручальное кольцо, чтобы тот сделал предложение Мэри Джейн, и учит его прощать других людей.
- Джей Кей Симмонс — Джей Джона Джеймсон: глава Daily Bugle. Испытывает сильную неприязнь к Человеку-пауку, которого считает преступником и всячески пытается дискредитировать его.

| |  |  |  |  |  |  |
| Актёрский состав «Человека-паука 3»: Тоби Магуайр, Кирстен Данст, Джеймс Франко, Томас Хейден Чёрч, Тофер Грейс, Брайс Даллас Ховард и Розмари Харрис |  |  |  |  |  |  |

Несколько актёров из предыдущих фильмов вновь сыграли своих персонажей. Дилан Бейкер вернулся к образу доктора Курта Коннорса, профессора физики в колледже, где учится Питер Паркер, а Уиллем Дефо снова сыграл Нормана Озборна / Зелёного гоблина, покойного отца Гарри, который предстаёт в виде галлюцинации, побуждающей своего сына уничтожить Человека-паука. Клифф Робертсон ещё раз изобразил Бена Паркера, покойного дядю Питера; это была последняя роль актёра до его выхода на пенсию и смерти в 2011 году. Билл Нанн, Тед Рэйми, Майкл Пападжон, Джон Пэкстон и Элизабет Бэнкс вернулись к ролям почётного сотрудника Daily Bugle Джозефа «Робби» Робертсона, ещё одного давнишнего работника редакции Теда Хоффмана, угонщика автомобилей и предполагаемого убийцы дяди Бена Денниса «Спайка» Кэррадайна, дворецкого семьи Озборнов Бернарда Хаусмана и секретарши Бетти Брант. Илья Баскин вновь сыграл арендодателя Питера мистера Дитковича, а Магейна Това — его дочь Урсулу. Джо Манганьелло появляется в эпизодической роли Флэша Томпсона из первого фильма. Бекки Энн Бейкер исполнила роль миссис Стейси. Тереза Рассел и Перла Хейни-Джардин сыграли Эмму и Пенни Марко, жену и дочь Флинта Марко.
Как и в предыдущих частях трилогии со-создатель Человека-паука Стэн Ли появился в третьем фильме в качестве камео, которое он назвал «лучшим» в своей карьере. Актёр Брюс Кэмпбелл, ранее фигурировавший в качестве ведущего подпольных боёв в «Человеке-пауке» и капельдинера в «Человеке-пауке 2», снялся в «Человеке-пауке 3» в новой эпизодической роли французского метрдотеля. Изначально его персонаж, который помогает Питеру сделать предложение Мэри Джейн, был более враждебным по отношению к главному герою. Композитор «Врага в отражении» Кристофер Янг сыграл пианиста в театре, где работала Мэри Джейн, а продюсер фильма Грант Кёртис перевоплотился в водителя броневика, на который нападает Песочный человек. Комик Дин Эдвардс появился в роли одного из читателей газет, которые ругают Человека-паука. 75-летний диктор Хэл Фишман сыграл самого себя, освещая события похищения Мэри Джейн Веномом; он скончался через четырнадцать недель после премьеры фильма. Актриса Люси Гордон сыграла ведущую новостей Дженнифер Дуган.

## Производство

### Разработка
«Самое важное, что должен усвоить Питер в этой истории, заключается в самой сути его как мстителя в красно-синем трико, который привлекает к ответственности каждого преступника, дабы искупить чувство вины за смерть дяди Бена. Он считает себя героем и безгрешным человеком по сравнению со злодеями, которых он остановил. Мы подумали, что было бы здорово пересмотреть чёрно-белое восприятие Питера и его мнимое превосходство над этими людьми» 
В марте 2004 года, когда до июньской премьеры «Человека-паука 2» оставалось несколько месяцев, Sony объявила о разработке третьей части, выход которой был запланирован на лето 2007 года. После выхода «Человека-паука 2» студия объявила, что релиз триквела состоится 2 мая 2007 года, ещё до того, как началось производство фильма. Впоследствии Sony перенесла премьеру на 4 мая 2007 года. В январе 2005 года компания заключила сделку на семизначную сумму со сценаристом «Человека-паука 2» Элвином Сарджентом, согласно которой тот должен был написать сценарий к третьему и потенциальному четвёртому фильмам.
Вскоре после выхода «Человека-паука 2» Айван Рэйми в течение двух месяцев набросал первые детали сюжета. Сэм Рэйми хотел, чтобы в третьей части Питер Паркер понял, что он не безгрешен, и что некоторым людям, которых он считал отъявленными преступниками, также присуща человечность. Также режиссёр хотел завершить сюжетную линию Гарри Озборна, поэтому выделил персонажу роль в истории. Рэйми не хотел, чтобы Гарри принял наследие своего отца в полной мере, поэтому изобразил его мечущимся меж двух огней. Он выбрал Песочного человека в качестве одного из антагонистов картины, так как хотел визуализировать его способности на экране. В то время как в комиксах Песочный человек был обычным преступником, сценаристы изменили его предысторию, сделав Флинта Марко убийцей Бена Паркера, чтобы усилить вину Питера в произошедшей трагедии и дать главному герою возможность взглянуть на неё под другим углом. Режиссёр назвал фильм историей Питера Паркера, Мэри Джейн Уотсон, Гарри Озборна и Песочного человека, центральной темой которой стало прощение.
Рэйми хотел задействовать другого злодея, а Бен Кингсли вёл переговоры со студией, чтобы сыграть Стервятника до того, как продюсеры приняли решение вырезать его из сюжета. В оригинальном сценарии Стервятник был сообщником Флинта Марко. Продюсер Ави Арад убедил Рэйми добавить в фильм Венома, однако режиссёру не нравился этот персонаж из-за «отсутствия человечности». На тот момент у альтер эго Венома Эдди Брока уже была второстепенная роль в сюжете. Арад считал, что Рэйми использовал злодеев, которые были интересны ему, а не фанатам, поэтому Рэйми согласился дать Веному экранное время, чтобы доставить удовольствие зрителям, и даже изменил своё мнение о злодее в лучшую сторону. Киноверсия персонажа сочетала в себе элементы различных историй о Веноме. Эдди Брок-младший позиционировался как противоположность Питера Паркера, причём оба героя испытывали чувства к девушкам и работали в одном и том же месте. По задумке создателей фильма, Брок олицетворял папарацци и жёлтую прессу. Также продюсеры предложили использовать Гвен Стейси как соперницу для девушки главного героя. Из-за большого количества подсюжетов Сарджент хотел разделить третью часть на два фильма, однако не смог придумать достойную кульминацию и отказался от этой идеи.

### Съёмки
В течение двух недель с 5 по 18 ноября 2005 года члены съёмочной группы снимали эпизоды с добавлением визуальных эффектов, чтобы Sony Pictures Imageworks могла приступить к обработке этих кадров на раннем этапе производства. Подобный подход создатели фильма практиковали во время разработки «Человека-паука 2», что позволило специалистам по компьютерной графике оперативно отшлифовать сцены с участием Доктора Осьминога.
Основные съёмки «Человека-паука 3» начались 16 января 2006 года и завершились в июле 2006 года; они длились более 100 дней. До 19 мая 2006 года съёмочная группа находилась в Лос-Анджелесе. Весной 2006 года локейшн менеджер Питер Марторано перенёс съёмки в Кливленд, штат Огайо; это стало возможным благодаря предложению Комиссии по кинематографии Большого Кливленда провести съёмки в городском конференц-центре без каких-либо затрат. В Кливленде проходили съёмки сражения Человека-паука и Песочного человека на броневике. После этого команда отправилась на Манхэттен, где с 26 мая по 1 июля 2006 года посетила такие локации, как Уан-Чейз-Манхэттен-Плаза. Съёмки «Врага в отражении» дались Рэйми с трудом, поскольку ему часто приходилось перемещаться между различными площадками, чтобы завершить фильм. Кинооператор Билл Поуп также столкнулся с определёнными проблемами, поскольку Человек-паук в костюме симбиота, Веном и Новый гоблин носили чёрные цвета во время боевых сцен в ночное время суток.
По окончании августа студия провела дополнительные съёмки, так как Рэйми хотелось поставить больше боевых сцен. Sony завершила работу над фильмом в октябре, однако, месяц спустя компания провела пересъёмки некоторых сцен со спецэффектами. В начале 2007 создатели картины подготовили четыре различных варианта развязки подсюжета Песочного человека.
На премьере «Человека-паука 3» в Токио 16 апреля 2007 года Тофер Грейс обмолвился в интервью с Access Hollywood, что хотя фильм ему понравился, он бы хотел увидеть версию с дополнительными сценами с участием Эдди Брока и Венома, не попавшими в итоговый вариант. После выхода картины фанаты обнаружили удалённые сцены и архивные кадры с Эдрианом Лестером в роли молекулярного биолога доктора Уоллеса, работающего над лекарством для дочери Марко, а также альтернативную сцену смерти Венома, который пытался вновь слиться с Паркером, однако тому удавалось сбросить на землю большое количество металлических стержней и, тем самым, уничтожить симбиота при помощи последовавшего шума; тем не менее, эта сцена сохранилась в новеллизации фильма.

### Визуальные эффекты
Джон Дайкстра, который получил премию «Оскар» в категории «лучшие визуальные эффекты» за свою работу над «Человеком-пауком 2», отказался курировать третий фильм в качестве супервайзера визуальных эффектов, в результате чего его заменил Скотт Стокдик; в подчинении Стокдика находились сотни программистов из Sony Pictures Imageworks. К началу производства «Врага в отражении» команда разработала ранее несуществующие специальные компьютерные программы и создала в общей сложности девятьсот кадров с визуальными эффектами.

Человек-паук пробивает торс Песочного человека в исполнении Томаса Хейдена Чёрча

Помимо визуальной составляющей фильма Стокдик также работал над миниатюрой секции небоскрёбов в масштабе 1:16, которую он спроектировал совместно с Яном Хантером и Дэвидом Сэнгером из New Deal Studios. Стокдик решил построить миниатюру вместо использования компьютерных моделей, чтобы показать более реалистичное разрушение зданий. Помимо Sony Pictures Imageworks созданием визуальных эффектов занималась студия Cafe FX; именно она была ответственна за графику в эпизоде с аварией строительного крана и спасением Гвен Стейси, а также за некоторые моменты в финальной битве. Для визуализации способностей Песочного человека сотрудники Sony Pictures Imageworks провели эксперименты с двенадцатью типами песка, такие как: распыление, перебрасывание через уступы обстрел каскадёров. Результаты каждого эксперимента воспроизводились на компьютере. В сценах с участием Томаса Хейдена Чёрча актёр снимался на фоне синих и зелёных экранов, с последующим добавлением компьютерной графики. В эпизодах с погребением других персонажей вместо настоящего песка использовались кукурузные початки. Специалисты использовали песок из Аризоны, который сильно напоминал эти початки. Во время драки в инкассаторском фургоне, когда Человек-паук пробивает насквозь тело Песочного человека, роль супергероя исполнил эксперт по боевым искусствам Бакстер Хамби, у которого была ампутирована правая рука. По словам продюсера картины Лоры Зискин, одни лишь затраты на визуальные эффекты выросли на 30 % по сравнению с предыдущим фильмом.

Концепт-арт костюма Венома, который, в отличие от комиксов, содержит паутинный принт; таким образом создатели фильма хотели показать контроль симбиота и изобразить персонажа как искажённую версию Человека-паука

В то время как костюм симбиота, который Человек-паук носил в комиксах, был простым чёрным трико с большой эмблемой белого паука спереди и позади носителя, создатели «Врага в отражении» переработали его дизайн, перекрасив обычный костюм персонажа с паутинным принтом в чёрный цвет. Из-за этого в костюме, который носил Тофер Грейс в образе Венома, также сохранился этот принт. По словам продюсера Гранта Кёртиса, «это был тот же костюм Человека-паука, но гораздо более искажённый и деформированный». Из-за этого симбиот казался более живым и создавал впечатление, что он цепляется за тело носителя. Рэйми не хотел, чтобы анимированный симбиот напоминал паука или осьминога, и стремился передать его уникальную структуру. Образ, смоделированный с помощью компьютерной графики, состоял из множества отдельных прядей. При работе над Веномом, аниматоры наблюдали за представителями семейства кошачьих, такими как львы и гепарды, чтобы показать персонажа более проворным.

### Музыка
Композитор предыдущих фильмов трилогии Дэнни Эльфман не вернулся к работе над третьей частью из-за конфликта с режиссёром Сэмом Рэйми. По словам Эльфмана, у него был «неприятный опыт» работы с Рэйми над «Человеком-пауком 2», так как он не мог спокойно писать музыку. Студия наняла Кристофера Янга, который заменил Эльфмана на посту композитора «Человека-паука 3». Эльфман же приступил к работе над саундтреком к фильму-перезапуску «Паутина Шарлотты» (2006). Несколько лет спустя он возобновил сотрудничество с Рэйми, начиная с картины «Оз: Великий и Ужасный» (2013).
По словам Янга, в теме Песочного человека используются «пара контрабасов-саксофонов, пара контрабасов-кларнетов, пара контрафаготов и восемь низко звучащих валторн», благодаря которым композиция играет «на низких частотах и излучает тяжесть и агрессию». Янг описал тему Венома как «зловещую», с комментарием: «Мне поручили написать музыку, олицетворяющую дьявола. Его тема звучит гораздо более демонически». В теме Венома задействованы восемь валторн. Рэйми понравились темы новых персонажей, однако он потребовал изменить оригинальную музыку из сцены рождения Песочного человека, которая показалась ему слишком жуткой и недостаточно трагичной. Янгу пришлось переработать большую часть музыки на более позднем этапе производства фильма, так как продюсеры посчитали, что в нём было мало тем из предыдущих частей. По этой причине из «Врага в отражении» были вырезаны темы истории любви, тёти Мэй и Мэри Джейн.

## Выпуск

### Продвижение
28 июня 2006 года в кинотеатрах состоялась премьера тизер-трейлера «Человека-паука 3», который демонстрировался перед началом фильма «Возвращение Супермена» (2006). С 17 ноября 2006 на сеансах «Казино Рояль» (2006) и «Делай ноги» (2006) посетители кинотеатров могли увидеть первый трейлер «Врага в отражении». Кинотеатры также показывали второй трейлер фильма вместе с картиной «300 спартанцев» (2006). Трейлер «Человека-паука 3» стал частью дополнительных материалов домашних видео-релизов фильма «Клик: С пультом по жизни» (2006) и мультфильма «Дом-монстр» (2006). В рамках подготовки к релизу «Врага в отражении» 30 апреля 2007 года в родном городе Человека-паука Нью-Йорке проходили туристические мероприятия и выставки. Участники кампании посетили выставку пауков в Американском музее естественной истории, мастер-классы по выращиванию детёнышей пауков в Ботаническом саду Нью-Йорка, мастер-класс по изготовлению масок Зелёного гоблина в Детском музее Манхэттена, а также охоту за мусором и выставку насекомых в Центральном зоопарке города.
Для продвижения фильма Sony сотрудничала с такими компаниями, как Burger King, 7-Eleven, General Mills, Kraft Foods и Comcast. Hasbro, которая обладала лицензией на изготовление и распространение продукции по вселенной Marvel, выпустила несколько товаров по фильму, такие как паутинный бластер и фигурки, предназначенные как для детей, так и для коллекционеров. Также Hasbro перевыпустила фигурки Зелёного гоблина и Доктора Осьминога из первых двух фильмов, чтобы те совпадали по размерам с новыми фигурками Ящера, Скорпиона, Крейвена-охотника и Носорога, изготовленных в стилистике трилогии. Techno Source создала интерактивные игрушки, включая «ручное устройство Battle Tronics, которое крепится к внутренней стороне запястья игрока и имитирует движения Паучка, выпускающего паутину». Японская корпорация игрушек Medicom выпустила коллекционные предметы, дистрибуцией которых в США занималась компания Sideshow Collectibles. В рамках продвижения фильма в мае Activision выпустила одноимённую игру для платформ Game Boy Advance, Nintendo DS, PlayStation 2, PlayStation 3, PlayStation Portable, Wii, Windows и Xbox 360. В июне 2007 года на прилавках магазинов комиксов продавался комикс-приквел, а в ноябре 2007 года выходил другой комикс под названием Spider-Man 3: The Black, расширяющий историю происхождения Венома.

### Премьера

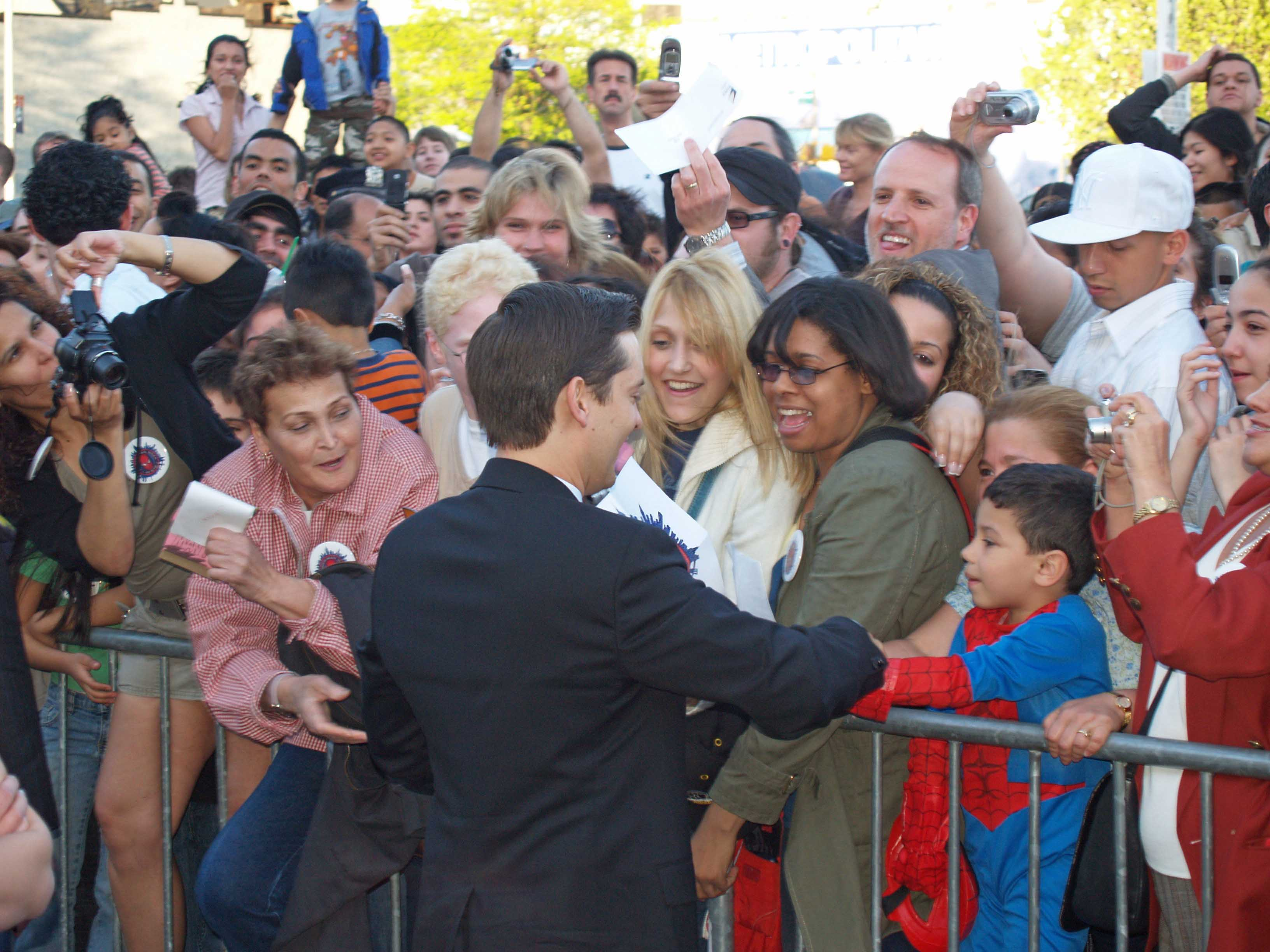
Тоби Магуайр приветствует фанатов на премьере фильма в Квинсе, Нью-Йорке

Мировая премьера «Человека-паука 3» состоялась 16 апреля 2007 года в токийском кинотеатре Toho Cinemas Roppongi Hills. В Великобритании фильм вышел 23 апреля 2007 года и впервые демонстрировался в кинотеатре Odeon Luxe Leicester Square. В США эксклюзивный показ «Врага в отражении» проходил на кинофестивале Tribeca в Квинсе 30 апреля 2007 года.
1 мая 2007 года на территории шестнадцати стран начался прокат «Человека-паука 3». В Японии фильм вышел на три дня раньше, чем в США, во время Золотой недели. 3 мая состоялась китайская премьера, за счёт которой Sony хотела предотвратить распространение нелегальных копий картины. Это был первый случай, когда Sony Pictures Releasing International выпустила фильм в Китае раньше, чем в США. 6 мая 2007 года «Человек-паук 3» показывался в кинотеатрах 107 стран.
В широкий американский прокат «Человек-паук 3: Враг в отражении» вышел 4 мая 2007 года; фильм демонстрировался в 4253 кинотеатрах, включая 53 кинотеатра IMAX. Впоследствии рекорд по количеству показов побила картина «Пираты Карибского моря: На краю света» (2007), которая выходила в 4362 кинотеатров. «Человек-паук 3» стал девятым фильмом, показанным более чем в 4000 кинотеатрах на момент премьеры, после «Шрека 2» (2004), «Человека-паука 2» (2004), «Подводной братвы» (2004), «Мадагаскара» (2005), «Миссии невыполнима 3» (2006), «Лесной братвы» (2005), «Возвращения Супермена» (2006) и «Пиратов Карибского моря: Сундука мертвеца» (2006). Согласно подсчётам аналитиков, «Человек-паук 3» являлся одним из самых ожидаемых фильмов года и должен был собрать за первую неделю проката более $ 100 млн. 23 апреля 2007 года в сети появилась информация, что онлайн-билеты на «Человека-паука 3» продавались в три раза быстрее на Movietickets.com и в четыре раза на Fandango, чем онлайн-билеты на «Человека-паука 2». На момент 2 мая 2007 года по сообщениям Fandango уровень продажи билетов вырос в шесть раз по сравнению с продажей билетов на «Человека-паука 2». Из-за высокого зрительского спроса некоторые кинотеатры были вынуждены добавить дополнительные ночные сеансы после релиза картины 4 мая 2007 года.
Канал FX подписал пятилетний контракт с Sony на телепоказ «Человека-паука 3»; первая трансляция состоялась в 2009 году. Цена контракта формировалась на основе кассовых сборов фильма; также по условиям контракта Sony могла продать телевизионные права одной или нескольким другим сетям вещания.
В марте 2024 года компания Sony объявила, что в рамках празднования 100-летнего юбилея Columbia Pictures все игровые фильмы про Человека-паука вновь выйдут в прокат. Повторный показ «Человека-паука 3» состоялся в американских кинотеатрах 29 апреля 2024 года.

### Домашние издания

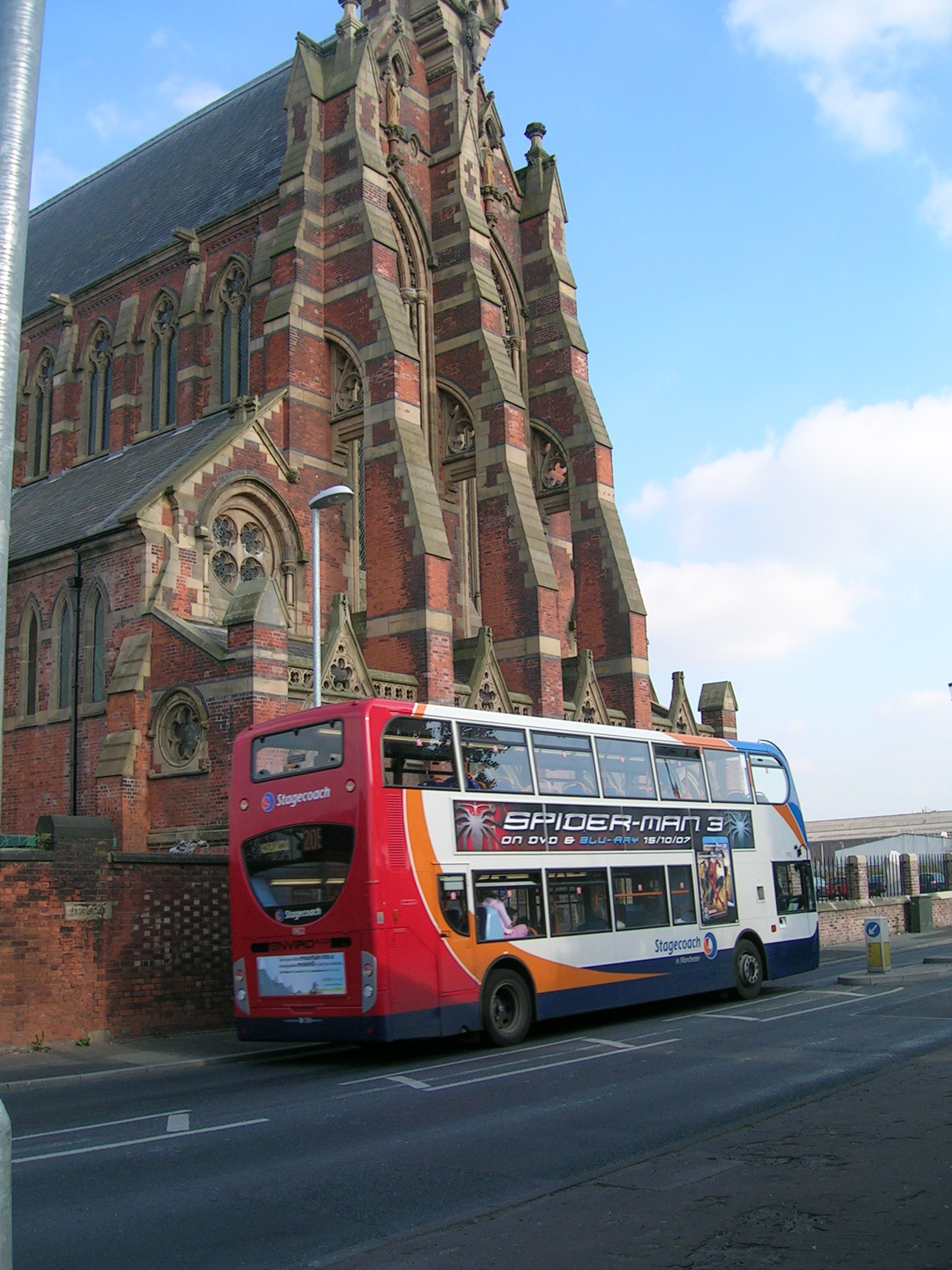
Автобус компании Stagecoach Manchester с рекламой dvd-издания «Человека-паука 3»

В Австралии DVD-издание «Человека-паука 3» с кодом региона 4 (цифровое анаморфирование) поступило в продажу 18 сентября 2007 года. В Великобритании DVD-релиз фильма с кодом региона 2 состоялся 15 октября 2007 года. С 30 октября 2007 года «Враг в отражении» также продавался на DVD на территориях государств с кодом региона 1. Существует несколько изданий фильма: на одном диске, на двух дисках, в обычном формате, в формате Blu-ray, а также в комплекте с двумя предыдущими частями трилогии на PSP. Сэм Рэйми, Тоби Магуайр, Кирстен Данст, Джеймс Франко, Томас Хейден Чёрч, Тофер Грейс, Брайс Даллас Ховард, Лора Зискин, Ави Арад и Грант Кёртис записали отдельную звуковую дорожку с аудиокомментариями.
30 октября 2007 года Sony объявила о планах провести «одну из крупнейших» маркетинговых кампаний в Голливуде по продаже DVD. В рамках сотрудничества с Papa John’s Sony напечатала около 8,5 млрд тематических изображений для коробок с пиццей, а также приобрела рекламу на телевидении, радио и в интернете. Также изображения с героями фильма были размещены на: картофельных чипсах Pringles, клейкой массе Blu Tack, попкорне Jolly Time и шоколадной пасте Nutella. По словам вице-президента Sony по маркетингу Дженнифер Андерсон, студия потратила от 15 до 25 % маркетингового бюджета фильма на рекламу в сети; к примеру, Papa John’s рассылала текстовые сообщения с рекламой на мобильные телефоны клиентов. Компания провела три лотерии, участники которой могли выиграть призы от самой Sony и её рекламных партнёров.
В Соединённых Штатах Sony заработала более $ 125 млн на продаже DVD. За первые 11 недель домашнего проката «Человека-паука 3» прибыль компании составила $ 43,76 млн. Тем не менее, результаты не оправдали ожиданий руководства студии. «Враг в отражении» занял 3-е место в чарте продаж, уступив картинам «Чак и Ларри: Пожарная свадьба» и «Рататуй». DVD продавались ограниченным тиражом, так как в приоритете Sony было объединение Blu-ray-издания с новой игровой консолью PlayStation 3 и проигрывателем Blu-ray. Также «Человек-паук 3» стал частью Spider-Man Legacy Collection, состоящей из 5 фильмов о Человеке-пауке в формате Blu-ray 4K UHD и вышедшей 17 октября 2017 года.
В апреле 2021 года Disney и Sony Pictures заключили многолетний договор о размещении проектов Sony, включая фильмы о Человеке-пауке и SSU, на Hulu и Disney+. Большая часть контента Sony стала доступна на Hulu с июня 2021 года. Несмотря на то, что сделка распространялась только на Соединённые Штаты, картины Sony Pictures появились на Disney+ в регионах за пределами США с июня 2022 года, включая часть фильмов о Человеке-пауке.
C 21 апреля 2023 года трилогия Рэйми о Человеке-пауке доступна для просмотра на Disney+.
В 2017 году Sony выпустила «расширенную версию» «Человека-паука 3», приуроченную к 10-летию фильма; 13 июня 2017 года она стала частью Blu-ray-коллекции Spider-Man Limited Edition. В этой версии присутствует неиспользованная музыка Кристофера Янга, но при этом сам фильм короче театрального релиза. Некоторые сцены перемешаны между собой или же полностью удалены; также фильм содержит: 3 новые сцены, 3 альтернативные кульминации и 1 расширенную сцену. Впоследствии Sony переиздала расширенную версию «Человека-паука 3» в формате Blu-ray 4K UHD в рамках издания Spider-Man Legacy Collection.

## Восприятие

### Кассовые сборы
«Человек-паук 3» собрал $ 336,5 млн в США и $ 558,4 млн в других странах, что в общей сложности составило $ 894,9 млн. Он занял 3-е место среди самых кассовых фильмов 2007 года, стал самым кассовым фильмом трилогии Сэма Рэйми о Человеке-пауке и оставался самым кассовым фильмом, дистрибуцией которого занималась Sony / Columbia, вплоть до выхода картины «007: Координаты „Скайфолл“» (2012). Фильм установил мировой рекорд по части самых высоких сборов за один день ($ 104 млн) в первую пятницу, а затем побил свой собственный рекорд в субботу ($ 117,6 млн). Также «Враг в отражении» установил мировой рекорд за самый прибыльный премьерный уик-энд, собрав $ 381,7 млн, которые позволили ему превзойти «Звёздные войны. Эпизод III: Месть ситхов» (2005). В 2009 году этот рекорд побил «Гарри Поттер и Принц-полукровка» За первые 30 дней прибыль фильма от IMAX-показов составила $ 20 млн, чего не удавалось ни одному другому 2D-фильму, переделанному под этот формат.
В Северной Америке «Человек-паук 3» занимает 70-е место среди самых кассовых фильмов, 3-е место среди самых кассовых фильмов о Человеке-пауке, самых кассовых фильмов, дистрибуцией которых занималась Sony / Columbia и самых кассовых фильмов 2007 года. В кинотеатрах США фильм посмотрели около 48 914 300 зрителей. 4 мая 2007 года «Враг в отражении» был показан в 4 252 кинотеатрах (около 10 300 экранов), что позволило ему побить предыдущий рекорд «Шрека 2» по наибольшему количеству показов. «Человек-паук 3» установил рекорд по части лучших кассовых сборов за премьерный день, собрав $ 59,8 млн; в 2008 году рекорд побил «Тёмный рыцарь». Выручка от ночных сеансов составила $ 10 млн. За первые премьерные выходные «Человек-паук 3» заработал $ 151,1 млн (в 2008 году «Тёмный рыцарь» смог превзойти этот рекорд), при этом сборы одного кинотеатра составляли в среднем $ 35 540 (в 2008 году картина «Ханна Монтана и Майли Сайрус: Концертный тур „Две жизни“» стала новым лидером в этой категории), а IMAX-версия установила рекорд по открывающему уик-энду с $ 4,8 млн (следующим рекордсменом стал «Тёмный рыцарь»). Он имел наибольшие сборы среди всех фильмов с участием Человека-паука за первые выходные, пока его не превзошёл «Первый мститель: Противостояние» (2016). Затем, в 2022 году, «Доктор Стрэндж: В мультивселенной безумия» опередил «Человека-паука 3» по части наилучших сборов за первые выходные среди всех фильмов Сэма Рэйми. Имея наибольшие сборы за пятничные и воскресные сеансы «Человек-паук 3» также принёс наибольшую суммарную прибыль за второй, третий и четвёртый дни проката («Тёмный рыцарь» имел лучшие показатели). У него были наибольшие субботние сборы (пока его не превзошли «Мстители» в 2012 году). За первые дни проката сборы «Человека-паука 3» быстро превысили итоговые сборы «Паранойи». Также он являлся самым просматриваемым фильмом весны 2007 года, доминируя над такими картинами, как «В гости к Робинсонам», «Перелом» и «Лезвия славы: Звездуны на льду». Когда двумя неделями позже вышел «Шрек Третий», «Человек-паук 3» опустился на 2-е место.
За пределами США «Человек-паук 3» занял 23-е место среди самых кассовых фильмов, стал самым кассовым фильмом трилогии Сэма Рэйми о Человеке-пауке и 3-м из самых кассовых фильмов, дистрибуцией которых занималась Sony / Columbia. В первый день проката он заработал $ 29,2 млн на территории 16 стран, что на 86 % больше, чем у «Человека-паука 2» в его премьерный день. В 10 из 16 стран «Человек-паук 3» установил новый рекорд по части самого прибыльного старта; этими странами являются: Япония, Южная Корея, Гонконг, Таиланд, Малайзия, Сингапур, Тайвань, Филиппины, Франция и Италия. В Германии сборы фильма за премьерный день превысили соответствующие сборы «Человека-паука 2». Также он побил рекорд «Гарри Поттера и Кубка огня» (2004) по части самой прибыльной кинопремьеры во Франции, заработав $ 6,8 млн. «Человек-паук 3» занял 3-е место среди самых кассовых фильмов Австрии после картин «Властелин колец: Две крепости» (2002) и «Властелин колец: Возвращение короля» (2003). В первый день японского проката он собрал $ 3,7 млн, благодаря чему имел наибольшие сборы среди всех фильмов, премьера которых состоялась во вторник; предыдущим рекордсменом был «Гарри Поттер и философский камень». В то же время, «Враг в отражении» занял 3-е место среди самых кассовых фильмов на территории Великобритании, уступив «Гарри Поттеру и Кубку огня» и «Пиратам Карибского моря: Сундуку мертвеца». За первые шесть дней проката фильм заработал $ 230,5 млн на 107 рынках. У «Человека-паука 3» был крупнейший открывающий уик-энд на 29 рынках, включая Италию, Китай, Южную Корею, Индия, Сингапур, Филиппины, Гонконг, Таиланд, Малайзию, Тайвань, Индонезию, Мексику, Бразилию, Аргентину, Колумбию и Перу. Тем не менее, в ряде случаев картине удалось достичь этого успеха благодаря тому, что его премьерная неделя состояла из шести дней, в то время как предыдущим рекордсменам в некоторых странах было отведено три дня на премьерной неделе. В Индии «Враг в отражении» заработал $ 16,4 млн и стал там 7-м самым прибыльным фильмом 2007 года. На территории России и Украины фильм вышел в прокат на 671 экране, а его сборы в общей сложности составили $ 7,4 млн, в результате чего он обошёл «Код да Винчи» (2006). Кроме того, он побил десятилетний рекорд, установленный фильмом «Парк юрского периода: Затерянный мир» (1997) в пяти азиатских странах. В Южной Корее у «Человека-паука 3» был самый прибыльный голливудский релиз, который затмил сборы картины «Матрица: Перезагрузка» (2003) и национального фильма «Вторжение динозавра» (2006). В Японии его суммарные сборы составили $ 26,5 млн и превысили сборы «Матрицы: Перезагрузки». Он занимал 1-е место по кассовым сборам за пределами США в течение трёх выходных подряд.

### Критика, награды и номинации

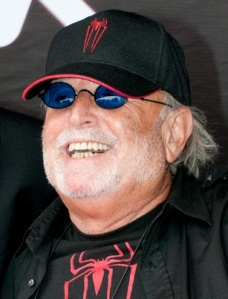
Продюсер «Человека-паука 3» Ави Арад возложил на себя вину за добавление в фильм Венома

На агрегаторе рецензий Rotten Tomatoes рейтинг свежести фильма составляет 63 % со средней оценкой 6,2 балла из 10 на основе 261 рецензии. Консенсус сайта гласит: «Несмотря на увеличение количества персонажей и сюжетных линий и по-прежнему блестящий экшн, „Человек-паук 3“ не так совершенен, как первые две части». Metacritic, который выставляет оценки на основе среднего арифметического взвешенного, дал фильму 59 баллов из 100 на основе 40 отзывов, что указывает на «смешанный» приём. Зрители, опрошенные CinemaScore, дали фильму среднюю оценку «B-» по шкале от A+ до F.
Манола Даргис из The New York Times осталась недовольна темпом фильма, назвав его «медлительным» и посетовала на недостаток юмора. Ричард Роупер из Chicago Sun-Times дал фильму две звезды из четёрех, посчитав, что на «каждую восхитительную экшн-сцену приходится множество утомительных эпизодов». По мнению Дэвида Эдельштейна из New York Magazine, «три злодея фильма не стоят и одного Дока Спрута». Джеймс Берардинелли посчитал, что Рэйми «перестарался» с большим количеством антагонистов, отметив: «было бы достаточно одного злого Венома». Роджер Эберт, который поставил «Человеку-пауку 2» блестящую оценку, дал триквелу две звезды из четырёх и раскритиковал слабую игру Чёрча в моменте принятия способностей Песочного человека, в отличие от Альфреда Молины, который хорошо показал формирование образа Доктора Осьминога в «Человеке-пауке 2»; также Эберт описал фильм как «кашу» из-за большого количества злодеев, сюжетных линий, любовных недоразумений, разговоров и «уличных зевак, которые смотрят в небо и восклицают „ооо!“, а затем поворачиваются назад с криком „аааа!“». В своей рецензии для еженедельника The New Yorker Энтони Лейн, который положительно отозвался о «Человеке-пауке 2», дал фильму отрицательный отзыв, охарактеризовав его как «неразбериху», которая «устанавливает правила по ходу дела».
Роджер Фридман из Fox News назвал фильм «4-звёздной оперой», отметив, что, несмотря на длинный хронометраж, он наполнен большим количеством юмора и экшена. Энди Хури из Comic Book Resources описал «Врага в отражении» как «самую сложную и искусно срежиссированную супергеройскую эпопею из когда-либо снятых… несмотря на огромное количество персонажей, экшена и научно-фантастического супергеройского сюжета, „Человек-паук 3“ никогда не провисает, утомляет и не заставляет скучать». Большой поклонник комиксов Джонатан Росс считал этот фильм лучшим из трилогии. Ричард Корлисс из Time похвалил создателей картины за способность «преподнести тревогу и личное предательство на уровне фильма Ингмара Бергмана, а затем добавить яркие цвета комиксов». Уэсли Моррис из The Boston Globe, который дал фильму 4 звезды из 5, благоприятно отозвался о качестве его постановки, но в то же время назвал «перегруженным». Джонатан Дин из Total Film заявил, что сложный сюжет фильма пошёл на пользу темпу повествования, поскольку «[триквел] редко кажется бессвязным или разваливающимся». Тод Гилкрист из IGN охарактеризовал «Человека-паука 3» как удовлетворительный финал трилогии и поставил ему 8 звёзд из 10. Entertainment Weekly поместил Песочного человека на 8-е место среди «лучших созданных на компьютере киноперсонажей».
Джон Хартл из MSNBC остался доволен просмотром «Человека-паука 3», но заявил, что у фильма есть недостатки, такие как «слишком большое количество сюжетных линий». Это мнение разделила рецензент газеты Houston Chronicle Эми Бьянколли с комментарием: «большое количество второстепенных персонажей и сюжетных поворотов перегружают сценарий и время от времени заглушают очаровывающую идиосинкразию франшизы». По мнению Джека Мэтьюза из Daily News, создатели фильма уделили много времени «тихим разговорам» Питера и Мэри Джейн, однако они не должны отпугнуть фанатов. Шон Бернс из Philadelphia Weekly пришёл к выводу, что режиссёр «пожертвовал теплотой и юмором, которые делали две предыдущие картины такими запоминающимися, ради размаха и масштаба [действия]».
На 35-й ежегодной церемонии вручения премии «Энни» фильм получил номинацию за «лучшие анимационные эффекты», а во время 61-й церемонии вручения наград премии BAFTA — за лучшие визуальные эффекты. «Человек-паук 3» не победил ни в одной из четырёх номинаций на премию Общества специалистов по визуальным эффектам. Магуайр и Данст получили за свои актёрские работы номинации на Национальную кинопремию. Последняя также была номинирована как «любимая киноактриса» на церемонии вручения премии Kids’ Choice Awards 2008 года. «Человек-паук 3» проиграл во всех семи номинациях Teen Choice Awards, среди которых были: «лучший кинозлодей» (Грейс) «лучший танец в кино» (Магуайр) и «лучший поцелуй» (Магуайр и Данст).
| Награда                                             | Дата                  | Категория                                                                                  | Номинант                                                                 | Результат |
| --------------------------------------------------- | --------------------- | ------------------------------------------------------------------------------------------ | ------------------------------------------------------------------------ | --------- |
| Премия «Энни»                                       | 8 февраля 2008 года   | Лучшие анимационные эффекты                                                                | Райан Лэйни                                                              | Номинация |
| BAFTA                                               | 10 февраля 2008 года  | Лучшие визуальные эффекты                                                                  | Скотт Стокдик, Питер Нофз, Ки-Сук Кэн Хан и Спенсер Кук                  | Номинация |
| Kids’ Choice Awards                                 | 29 марта 2008 года    | Любимая киноактриса                                                                        | Кирстен Данст                                                            | Номинация |
| Золотой трейлер                                     | 31 мая 2007 года      | Лучший летний блокбастер                                                                   | «Человек-паук 3: Враг в отражении»                                       | Победа    |
| Кинопремия MTV                                      | 1 июня 2008 года      | Лучший бой                                                                                 | Джеймс Франко и Тоби Магуайр                                             | Номинация |
| Кинопремия MTV                                      | 1 июня 2008 года      | Лучший злодей                                                                              | Тофер Грейс                                                              | Номинация |
| Национальная кинопремия                             | 27 сентября 2007 года | Лучший семейный фильм                                                                      | «Человек-паук 3: Враг в отражении»                                       | Номинация |
| Национальная кинопремия                             | 27 сентября 2007 года | Лучшая актриса                                                                             | Кирстен Данст                                                            | Номинация |
| Национальная кинопремия                             | 27 сентября 2007 года | Лучший актёр                                                                               | Тоби Магуайр                                                             | Номинация |
| People’s Choice Awards                              | 8 января 2008 года    | Лучшая экранная химия                                                                      | Тоби Магуайр и Кирстен Данст                                             | Номинация |
| People’s Choice Awards                              | 8 января 2008 года    | Лучший триквел                                                                             | «Человек-паук»                                                           | Номинация |
| Премия «Сатурн»                                     | 24 июня 2008 года     | Лучший режиссёр                                                                            | Сэм Рэйми                                                                | Номинация |
| Премия «Сатурн»                                     | 24 июня 2008 года     | Лучший фэнтезийный фильм                                                                   | «Человек-паук 3: Враг в отражении»                                       | Номинация |
| Премия «Сатурн»                                     | 24 июня 2008 года     | Лучшие визуальные эффекты                                                                  | Скотт Стокдик, Питер Нофз, Спенсер Кук и Джон Фрэзиер                    | Номинация |
| Премия «Сатурн»                                     | 24 июня 2008 года     | Лучший актёр второго плана                                                                 | Джеймс Франко                                                            | Номинация |
| Teen Choice Awards                                  | 26 августа 2007 года  | Лучший актёр экшна                                                                         | Тоби Магуайр                                                             | Номинация |
| Teen Choice Awards                                  | 26 августа 2007 года  | Лучшая актриса экшна                                                                       | Кирстен Данст                                                            | Номинация |
| Teen Choice Awards                                  | 26 августа 2007 года  | Лучший экшн                                                                                | «Человек-паук 3: Враг в отражении»                                       | Номинация |
| Teen Choice Awards                                  | 26 августа 2007 года  | Лучший танец в кино                                                                        | Тоби Магуайр                                                             | Номинация |
| Teen Choice Awards                                  | 26 августа 2007 года  | Лучший поцелуй в кино                                                                      | Тоби Магуайр и Кирстен Данст                                             | Номинация |
| Teen Choice Awards                                  | 26 августа 2007 года  | Лучшая драка в кино                                                                        | Тоби Магуайр и Джеймс Франко против Тофера Грейса и Томаса Хейдена Чёрча | Номинация |
| Teen Choice Awards                                  | 26 августа 2007 года  | Лучший кинозлодей                                                                          | Тофер Грейс                                                              | Номинация |
| Премия Общества специалистов по визуальным эффектам | 10 февраля 2008 года  | Лучший визуальный эффект года                                                              | Скотт Стокдик, Тэрри Клотио, Спенсер Кук и Дуглас Блум                   | Номинация |
| Премия Общества специалистов по визуальным эффектам | 10 февраля 2008 года  | Выдающийся анимационный персонаж в кинофильме с живыми актёрами                            | Крис Ю. Янг, Бернд Ангерер, Доминик Сесер и Рэмингтон Скотт              | Номинация |
| Премия Общества специалистов по визуальным эффектам | 10 февраля 2008 года  | Выдающиеся модели или миниатюры в кино                                                     | Ян Хантер, Скотт Беверли, Форест П. Фишер и Рэй Мур                      | Номинация |
| Премия Общества специалистов по визуальным эффектам | 10 февраля 2008 года  | Выдающиеся визуальные эффекты в кинофильме, создававшемся на основе на визуальных эффектов | Скотт Стокдик, Тэрри Клотио, Питер Нофз и Спенсер Кук                    | Номинация |

### Наследие
В 2014 году Рэйми дал интервью в подкасте Nerdist, в котором назвал «Человека-паука 3» «ужасным» фильмом. В 2018 году Ави Арад взял на себя ответственность за то, что подтолкнул Рэйми добавить в картину Венома, а также за плохую адаптацию персонажа, которая разочаровала фанатов: «Думаю мы поняли, что Веном не является второстепенным персонажем. Справедливости ради я готов взять ответственность за то, о чём говорил Сэм в интервью, так как испытываю чувство вины за принуждение [ добавить в фильм Венома ]». В 2021 году режиссёр признался, что негативные отзывы на «Человека-паука 3» в интернете на тот момент «ужасали» его и он тяжело воспринял критику; когда агент Рэйми сказал ему, что Marvel Studios хочет видеть его в режиссёрском кресле фильма «Доктор Стрэндж: В мультивселенной безумия» (2022), он какое-то время обдумывал предложение снять ещё один супергеройский фильм, и, в конечном итоге, согласился.
После неоднозначных отзывов критиков и фанатов «Человек-паук 3» обрёл большую популярность в социальных сетях — некоторые сцены и кадры разошлись на мемы. Кроме того, со временем многие зрители пересмотрели мнение о нём в лучшую сторону. Образ Питера Паркера под влиянием симбиота Венома получил прозвище «Хулиган Магуайр» или «Эмо Питер Паркер» и привлёк внимание миллениалов и зумеров к фильму. В Destiny 2 (2017) добавили танец Магуайра; движение получило название «Слишком крутой танец».
Screen Rant назвал Песочного человека (наряду с Доктором Осьминогом) лучшим злодеем трилогии, в то время как The Washington Post поместил его на 6-е место среди «лучших злодеев всех фильмов про Человека-паука». По версии Эма Касалены из Screen Rant, «Враг в отражении» занял 5-е место в списке «самых недооценённых фильмов о супергероях». MovieWeb назвал заключительную часть трилогии лучшим фильмом Сэма Рэйми, а журнал Paste поместил её на 63-е место среди «лучших фильмов о супергероях всех времён».

## Будущее

### Отменённые продолжения
В 2007 году началась разработка «Человека-паука 4»; за его постановку вновь должен был отвечать Рэйми, а Магуайр, Данст и другие актёры собирались вернуться к своим ролям. Студия планировала выпустить четвёртый и пятый фильмы, и даже рассматривала возможность снимать обе картины одновременно. В марте 2009 года Рэйми заявил, что студия активно разрабатывает квадриквел, а в случае производства пятой и шестой частей эти фильмы будут обладать единым сюжетом. В январе 2007 года Sony провела переговоры с Дэвидом Кеппом, сценаристом первого фильма, а в октябре того же года наняла Джеймса Вандербильта для написания сценария. В ноябре 2008 года лауреат Пулитцеровской премии Дэвид Линдси-Эбер переписал сценарий, а Гэри Росс сделал это снова в 2009 году. Также студия поручила Вандербильту написать сюжет для «Человека-паука 5» и «Человека-паука 6». На тот момент Sony планировала выпустить спин-офф про Венома из «Человека-паука 3». Хотя компания не смогла реализовать свой замысел, в 2018 году вышел фильм с другой версией персонажа.
В 2007 году Рэйми проявил интерес к превращению Курта Коннорса в Ящера, злодея, слухи о появлении которого не утихали с момента дебюта его человеческого альтер эго в «Человеке-пауке 2». Исполнитель роли Коннорса Дилан Бейкер и продюсер Грант Кёртис поддержали эту идею. К декабрю 2009 года Джон Малкович вступил в переговоры со студией о присоединении к проекту в качестве Стервятника, в то время как Энн Хэтэуэй должна была сыграть Фелицию Харди. Тем не менее, в отличие от героини комиксов, Харди не была Чёрной кошкой и вместо этого становилась женской версией Стервятника. Впоследствии, в интервью 2009 года Рэйми заявил, что Хэтэуэй сыграла бы Чёрную кошку если бы фильм вышел в свет.
В январе 2010 года Sony Pictures отменила разработку «Человека-паука 4» из-за ухода Рэйми из проекта. По одной из версий, Рэйми сомневался, что ему удастся завершить фильм к запланированной на 6 мая 2011 года премьере. Режиссёр ознакомился с четырьмя версиями сценария фильма от разных сценаристов, но не был доволен ни одной из них.
После появления Питера Паркера в исполнении Тоби Магуайра в фильме «Человек-паук: Нет пути домой» (2021) пользователи Твиттера запустили хэштег #MakeRaimiSpiderMan4, призывая Sony снять четвёртый фильм серии с Магуайром и Данст и Рэйми в качестве режиссёра. В апреле 2022 года Рэйми заявил о готовности поставить ещё одну часть, отметив, что продолжение трилогии стало возможным благодаря концепции Мультивселенной в «Нет пути домой» и его собственной картине «Доктор Стрэндж: В мультивселенной безумия» (2022). В следующем месяце он заявил, что не планирует снимать «Человека-паука 4», но сделает это, если ему представится возможность рассказать понравившуюся историю.

### Перезапуск и неснятые фильмы
Sony перезапустила франшизу с фильмом «Новый Человек-паук», релиз которого состоялся 4 июля 2012 года; роль Питера Паркера исполнил Эндрю Гарфилд. 2 мая 2014 года состоялась премьера сиквела под названием «Новый Человек-паук: Высокое напряжение».
В результате взлома Sony Pictures в 2014 году в сеть просочилась информация о том, что до отмены будущих фильмов серии «Новый Человек-паук» Sony вела переговоры с Сэмом Рэйми о постановке картины «Человек-паук против Нового Человека-паука», которая должна была стать мультивселенским кроссовером между Человеком-пауком Гарфилда и Человеком-пауком Магуайра; также студия намеревалась снять новую трилогию о возмужавшем Питере Паркере Магуайра после событий «Человека-паука 3»; тем не менее, Sony отменила эти планы в пользу сотрудничества с Marvel Studios по созданию совместного перезапуска, действие которого разворачивается в Кинематографической вселенной Marvel (КВМ); первое появление новой версии в исполнении Тома Холланда состоялось в фильме «Первый мститель: Противостояние» (2016).
Сэм Рэйми снял для Marvel Studios картину «Доктор Стрэндж в мультивселенной безумия» (2022), после чего проявил интерес вернуться к разработке «Человека-паука 4». Тем не менее, в настоящее время нет никаких подробностей о производстве нового фильма.

### Кинематографическая вселенная Marvel
«Новый Человек-паук: Высокое напряжение» получил смешанную критику от журналистов и фанатов, а его кассовые сборы не удовлетворили руководство студии. В результате, в феврале 2015 года Sony и Marvel Studios объявили о появлении новой версии Человека-паука в фильме «Первый мститель: Противостояние» в рамках Кинематографической вселенной Marvel. В соответствии с условиями заключённого между ними соглашения Sony Pictures сохраняла за собой возможность финансирования, дистрибуции и творческого контроля, а также оставалась владельцем прав на киноадаптацию комиксов про Человека-паука. Также Marvel Studios и Sony обсудили интеграцию других персонажей КВМ в будущие фильмы о Человеке-пауке. 7 июля 2017 года Sony выпустила картину «Человек-паук: Возвращение домой» с Томом Холландом в главной роли; продюсерами выступили Кевин Файги и Эми Паскаль.
«Человек-паук: Нет пути домой» (2021) продолжает сюжетную линию версии Человека-паука из КВМ и использует концепцию Мультивселенной, чтобы связать фильмы Marvel Studios с предыдущими картинами Sony Pictures о Человеке-пауке от Сэма Рэйми и Марка Уэбба. Магуайр, Дефо и Чёрч вновь сыграли Питера Паркера / Человека-паука, Нормана Осборна / Зелёного гоблина и Флинта Марко / Песочного человека из «Человека-паука 3»; также к ним присоединился Альфред Молина в роли Отто Октавиуса / Доктора Осьминога из второй части. В дополнении к персонажам трилогии Рэйми в фильме появились Эндрю Гарфилд, Джейми Фокс и Рис Иванс, которые повторили роли Питера Паркера / Человека-паука, Максвелла Диллона / Электро и Курта Коннорса / Ящера из дилогии Уэбба «Новый Человек-паук».